# Under the Influence (película)
Under the Influence (conocida en España como Bajo la influencia) es una película de drama de 1986, dirigida por Thomas Carter, escrita por Joyce Burditt, musicalizada por Nan Schwartz, en la fotografía estuvo Matthew F. Leonetti y los protagonistas son Andy Griffith, Season Hubley y Paul Provenza, entre otros. El filme fue realizado por CBS Entertainment Production, se estrenó el 28 de septiembre de 1986.

## Sinopsis
Noah Talbot tiene problemas con el alcohol desde hace mucho, esta adicción empieza a tener un efecto aniquilador en su propia vida y en la de sus seres queridos.